# Kapha
En el antiguo sistema indio de medicina aiurvédica, kapha es el dosha que conforma el principio estructural del cuerpo. Proporciona estabilidad y firmeza; genera reservas de fortaleza y resistencia físicas en las estructuras sólidas y pesadas.
En el Áiur-veda se balancea como positivo y afortunado el metabolismo kapha, en relación con la buena salud que suele manifestar, junto con la personalidad resultante kapha: visión del mundo feliz, y temperamento tranquilo.

## Características principales kapha
- Constitución sólida y robusta; gran fortaleza física y resistencia.
- Energía estable; movimientos lentos y elegantes.
- Personalidad tranquila y relajada; no se enfadan con facilidad.
- Piel fresca, suave, gruesa, pálida y, con frecuencia, grasa.
- Lentitud para asimilar información nueva, pero buena retentiva.
- Sueño pesado y prolongado.
- Tendencia a la obesidad.
- Digestión lenta, apetito moderado.
- Afectuosos, tolerantes, perdonan con facilidad.

## Es muy propio de los kapha
- Dar muchas vueltas a las cosas antes de tomar una decisión.
- Despertar poco a poco, permanecer largo rato acostados y necesitar un café una vez que se levantan.
- Estar conformes con el statu quo y mantenerlo con una actitud conciliadora.
- Respetar los sentimientos de otras personas, con las que experimentan una auténtica empatía.
- Buscar consuelo emocional en la comida.
- Moverse con elegancia, tener los ojos líquidos y un andar airoso, aunque se esté excedido de peso.

Físicamente, el dosha kapha proporciona fuerza y resistencia natural a las enfermedades. Además de estar bien constituidos, los tipos kapha tienden a ser corpulentos, de caderas y/u hombros anchos. Poseen una marcada propensión a aumentar de peso con facilidad; basta con que miren la comida para que engorden un par de kilos. Como no les resulta fácil perder el peso que les sobra, los kapha tienden a la obesidad cuando no están en equilibrio. Sin embargo, hay personas kapha de complexión media y, si pertenecen a un tipo de dos doshas, como vata-kapha, hasta pueden ser delgadas. Un rasgo que delata a los kapha es la piel fresca, suave, gruesa y pálida, con frecuencia grasa. Los ojos grandes, suaves, cervales («como si estuvieran rellenos de leche», dicen los textos antiguos) también son muy típicos. Todo lo que sugiera reposo y estabilidad, tanto en el rostro como en la forma del cuerpo, es indicativo de un predominio subyacente de kapha. Una figura curvilínea y generosa, al igual que una belleza escultural renacentista, es muy típica de las mujeres kapha.
El dosha kapha es lento. Quienes comen sin prisa alguna y tienen generalmente una digestión pesada suelen ser del tipo kapha; también los que hablan con lentitud, sobre todo si eligen las palabras con cuidado. Debido a su carácter sereno y reservado, los tipos kapha tardan en enfadarse y tratan de mantener la paz en su entorno. Por naturaleza, responden a los estímulos exteriores a través del gusto y el olfato; los kapha tienden a conceder mucha importancia a la comida; de una manera más general, confían en las sensaciones físicas, pues son esencialmente personas mundanas. Los kapha tienen una energía estable, Su aguante y su buena disposición a realizar trabajos físicos exceden a las de los otros doshas. Rara vez los vence la fatiga física. Es muy propio de los kapha almacenar y ahorrar casi todo: dinero, posesiones, energía, palabras, comida y grasa. Esa grasa suele acumularse en la zona baja: muslos y las nalgas.
Como este dosha controla los tejidos húmedos del cuerpo, tiende a producirse un desequilibrio del kapha en las membranas mucosas. Los kapha se quejan de congestión de los senos nasales, catarros de pecho, alergias, asma y dolor en las articulaciones (aunque la artritis es una dolencia típicamente relacionada con el vata). Estos síntomas empeoran a fines del invierno y en la primavera.
Los kapha son de natural afectuoso, tolerante y comprensivo. El sentimiento maternal es característico del kapha. En caso de crisis, los kapha no se alteran fácilmente, y aglutinan a los demás en torno a sí. Sin embargo tienen la tendencia a conformarse; hasta el más equilibrado de los kapha descuida un poco sus obligaciones si se siente presionado. La emoción negativa típica en ellos es la codicia o el apego excesivo. Todo el que no soporta desechar cosas viejas está expresando un exceso de kapha.
Cuando no están en equilibrio, los kapha se tornan tercos, apocados, letárgicos y perezosos.
Junto con vata, kapha es un dosha frío, pero difiere de vata en que no es seco. Puesto que generalmente tienen buena circulación, los kapha no se quejan de tener fríos los pies o las manos.